# Викидонебезпека
Викидонебезпе́ка (рос. выбросоопасность, англ. outburst danger, outburst hazard; нім. Ausbruchsgefahr f) — небезпека вугільного пласту або породи (зони, дільниці), шахтопласта, вмісних гірських порід, родовища у цілому щодо раптових викидів вугілля та газу або породи і газу. 

## Опис
Встановлюється на підставі спостережень і статистичних досліджень частоти і величини раптових викидів на шахтах, що діють, або на підставі прогнозів.  
Розрізняють наступні типи прогнозів: 
- регіональний,
- локальний,
- поточний.

Ознаки викидонебезпеки — збільшення гірничого тиску, підвищена газоносність вугілля та порід, знижена міцність гірських порід, неоднорідність структури порід. Зростає зі збільшенням глибини гірничих робіт та їх інтенсивності. 
За рівнем викидонебезпеки вугільні пласти поділяються на безпечні, загрозливі та небезпечні, а бічні (бокові) породи — на безпечні та небезпечні.